# Nepenthes bokorensis
A Nepenthes bokorensis é uma espécie de planta carnívora encontrada no sul do Camboja que chega a medir até sete metros de altura, contando com bolsas capazes de prender formigas e outros insetos.